# 四國喀斯特
四國喀斯特（日语：／）是日本愛媛縣與高知縣交界的喀斯特台地。標高約1,400公尺，東西寬約25公里。

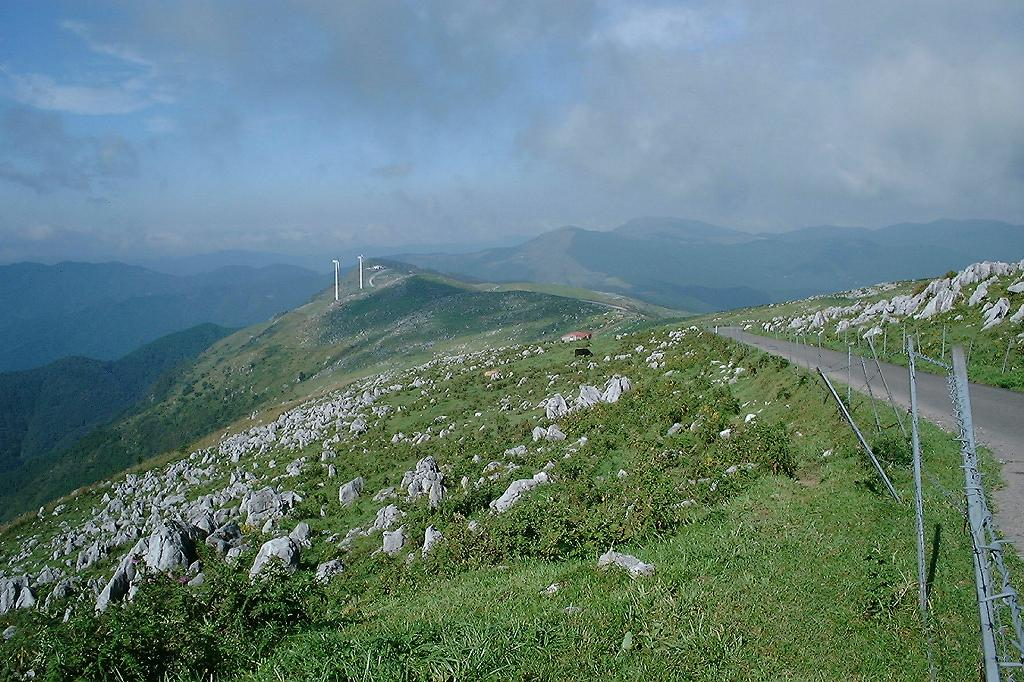
四國喀斯特五段高原

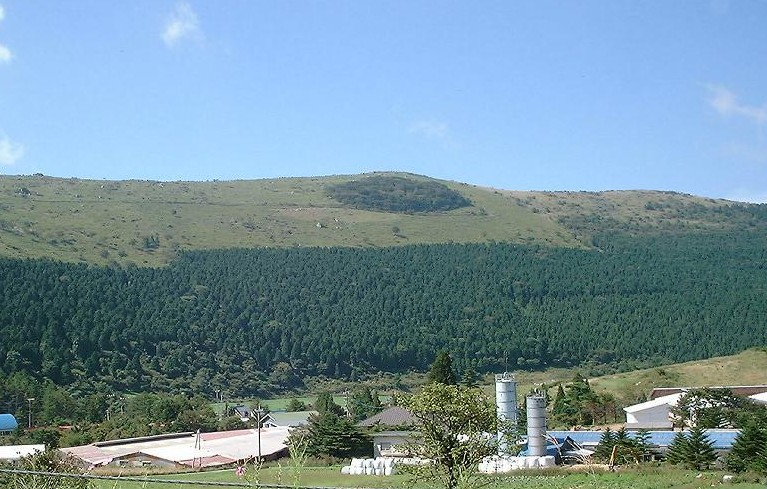
從源氏駄馬眺望一夜森

## 概要
四國喀斯特與山口縣秋吉台、福岡縣平尾台合稱日本三大喀斯特地形。從最高處石鎚山可一覽周邊山岳景色。
在大野原、姬鶴平、五段高原、天狗高原等平緩的山地上，夏季是青綠的草原，秋季則是整片芒草，一年四季都展現出不同的風貌。受到侵蝕作用的影響，四國喀斯特的地表可看到露出的石灰岩。由於是知名的乳牛放牧地，可見大量牛隻在此覓食，搭配上特有的喀斯特地形，是四國著名的自然觀光地之一。
愛媛縣在1964年（昭和39年）3月21日成立四國喀斯特縣立自然公園。

## 所在地
- 愛媛縣：西予市、上浮穴郡久萬高原町、喜多郡內子町
- 高知縣：高岡郡檮原町、高岡郡津野町

## 交通
四國喀斯特中央的地芳峠下方有國道440號穿過，從該地往東可接愛媛縣道·高知縣道383號四國喀斯特公園縱斷線、高知縣道48號四國喀斯特公園線、天狗高原南側的國道439號。國道440號從地芳峠北上可接愛媛縣道36號野村柳谷線。
最近的道之驛是高知縣檮原町國道197號旁的「道之驛檮原」。

## 圖片

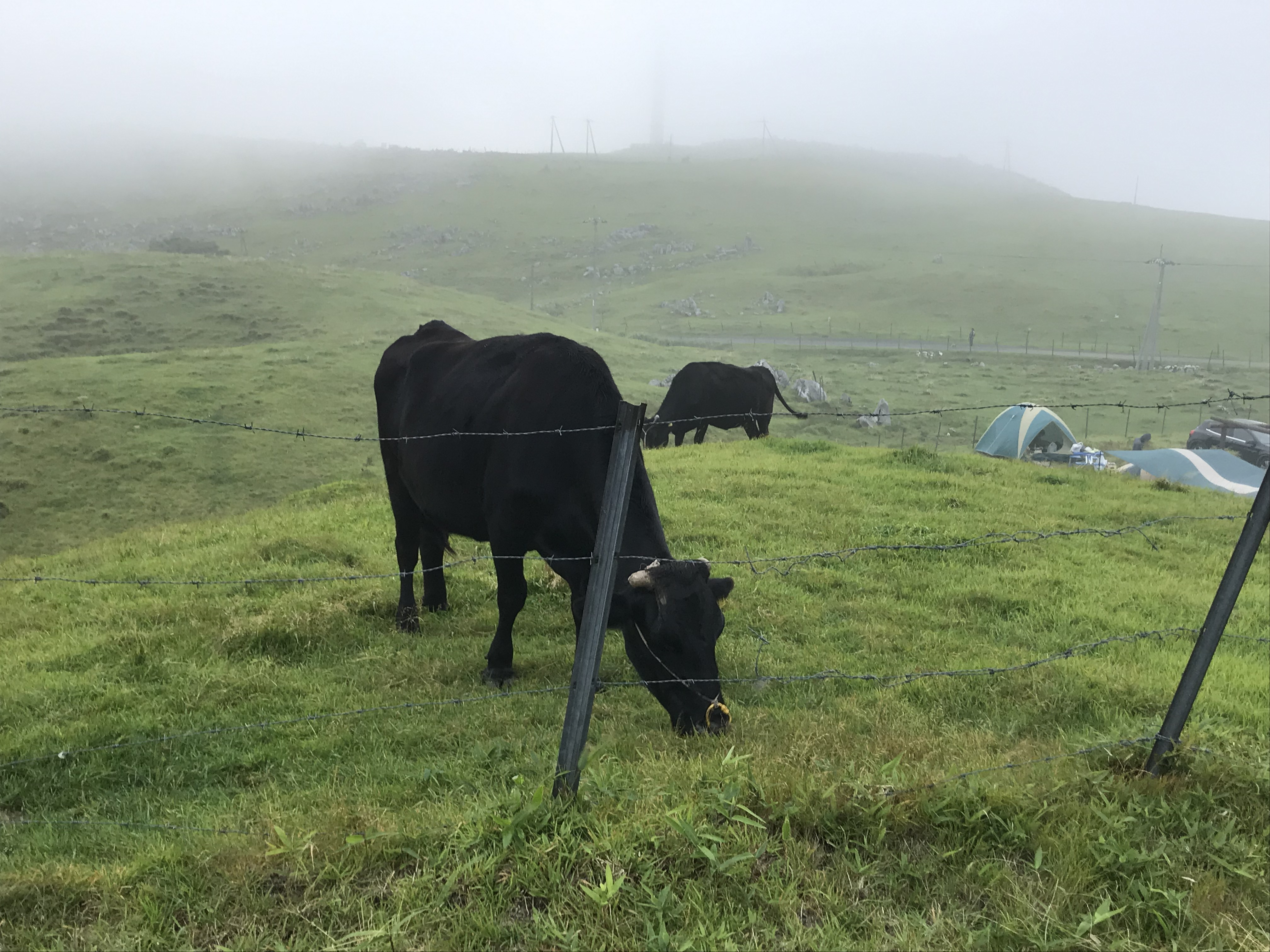
四國喀斯特放牧的和牛
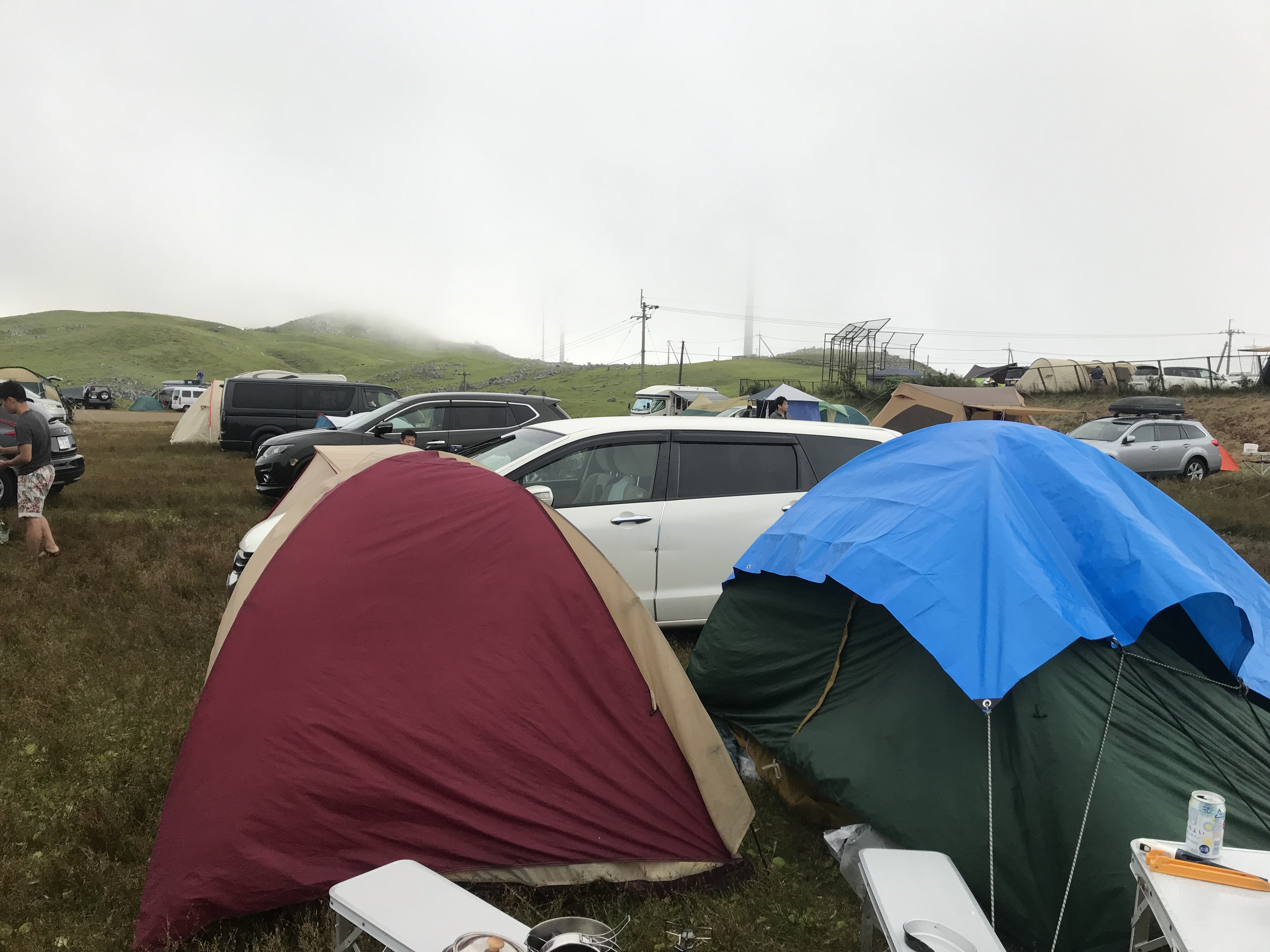
四國喀斯特的姬鶴平露營場

## 周邊
- 天狗高原（四國喀斯特東部、津野町）
  - 天狗高原滑雪場
  - 風之里公園（設有20座風力發動機）
- 國民宿舍（日语：国民宿舎）「天狗莊」
- 喀斯特學習館
- 姬鶴平（四國喀斯特中央、久萬高原町）
  - 姬鶴莊
- 大野原（日语：大野ヶ原）（四國喀斯特西部、西予市）
  - 位於滲穴內。酪農興盛。
- 道之驛檮原（日语：道の駅ゆすはら）（檮原町）